# الحزب الراتب

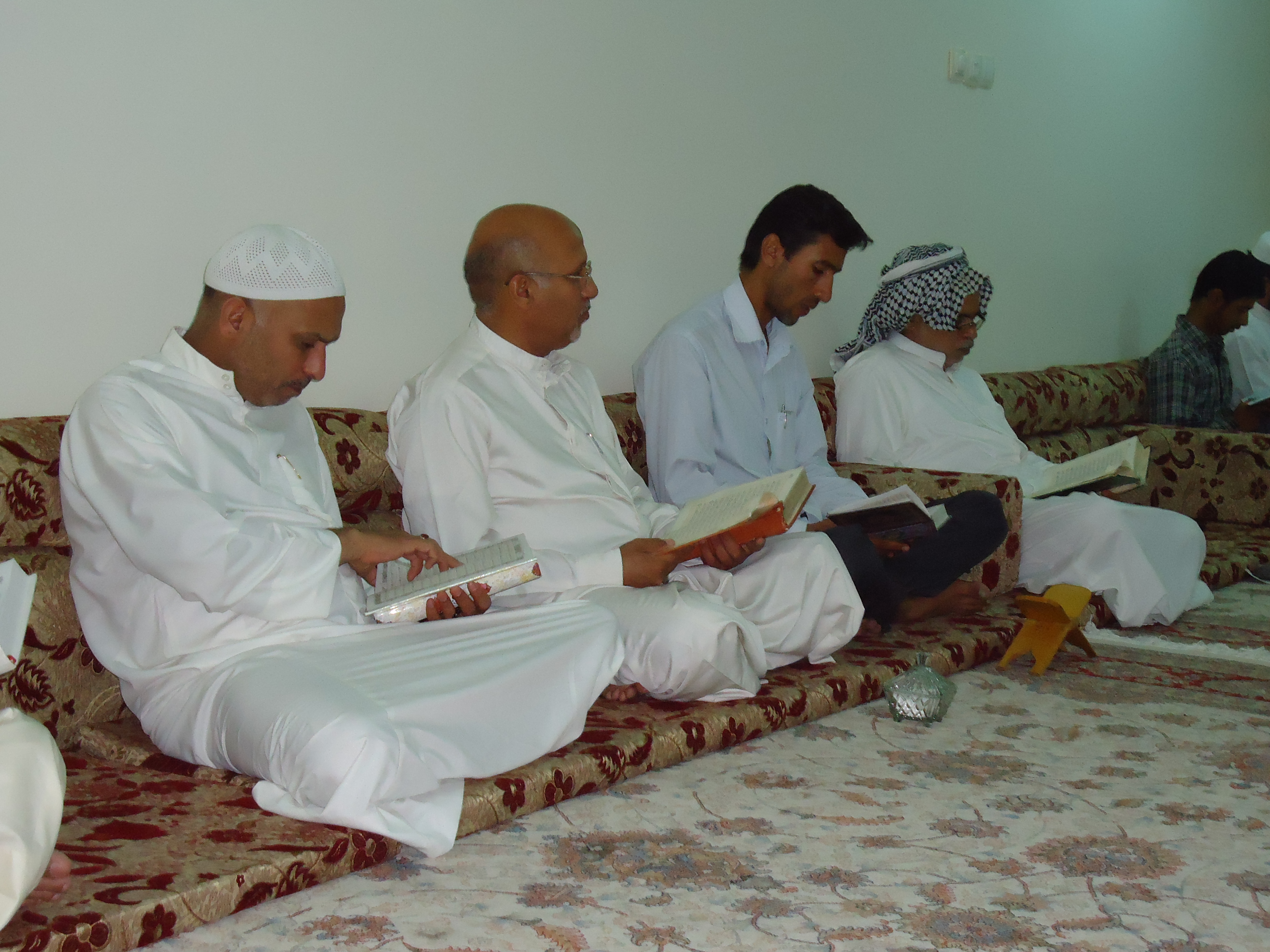
قراءة جماعية للقرآن الكريم

الحزب الراتب أو التلاوة الجماعية أو قراءة القرآن جماعة هو حلقة تلاوة القرآن الكريم تُقام في المساجد والزوايا في المغرب والجزائر، وقد كانت موضوع نقاش بين الفقهاء، حيث يرى الحنفية والمالكية أنها بدعة لأنها لم تُمارس في عهد النبي صلى الله عليه وسلم أو الصحابة رضي الله عنهم، فيما يرى الحنابلة والشافعية أن القراءة الجماعية مستحبة ولا كراهة فيها، كما يوجد بعض العلماء الذين يرون أنها جائزة إذا كان الهدف منها هو تعليم قراءة القرآن وتحفيظه.

## المشروعية الدينية
دل القرآن الكريم على فضل ذكر الله في المساجد من خلال آيات سورة النور · .
﴿فِي بُيُوتٍ أَذِنَ اللَّهُ أَنْ تُرْفَعَ وَيُذْكَرَ فِيهَا اسْمُهُ يُسَبِّحُ لَهُ فِيهَا بِالْغُدُوِّ وَالْآصَالِ ۝٣٦ رِجَالٌ لَا تُلْهِيهِمْ تِجَارَةٌ وَلَا بَيْعٌ عَنْ ذِكْرِ اللَّهِ وَإِقَامِ الصَّلَاةِ وَإِيتَاءِ الزَّكَاةِ يَخَافُونَ يَوْمًا تَتَقَلَّبُ فِيهِ الْقُلُوبُ وَالْأَبْصَارُ ۝٣٧﴾ (سورة النور)
اتفق الفقهاء أن قراءة القرآن من أعظم القربات التي يتقرب بها إلى الله. والاجتماع لقراءة القرآن في المسجد في غير أوقات الصلاة أمر مشروع، إذا كانوا يقرؤون بالدور؛ بحيث يقرأ أحدهم والبقية يستمعون ثم يقرأ الثاني ثم الثالث وهكذا، فهذه الطريقة لا خلاف في مشروعيتها، بل هي سُنة مأثورة عن النبي محمد صلى الله عليه وسلم · .
أما القراءة الجماعية للقرآن بصوت واحد، المعروفة بـالحزب الراتب، كانت موضوع نقاش بين الفقهاء. حيث توجد ثلاثة آراء فقهية:
1. المنع مطلقاً: الحنفية والمالكية يرون أنها بدعة لأنها لم تُمارس في عهد النبي صلى الله عليه وسلم أو الصحابة رضي الله عنهم.
2. الجواز مطلقاً: الحنابلة والشافعية يرون أن القراءة الجماعية مستحبة ولا كراهة فيها.
3. الجواز للتعليم فقط: بعض العلماء يرون أنها جائزة إذا كان الهدف منها هو تعليم قراءة القرآن وتحفيظه.[4]

## المغرب
تحيل المراجع التاريخية إلى أنه جرى التأسيس لقراءة الحزب بالمساجد في القرن السادس الهجري، حيث كانت الدولة الموحدية في المغرب قد أحدثت هذه القراءة الجماعية يوميا في جل مساجد المغرب، وهي عادة وقع فيها جدل كثير بين الفقهاء، منهم من اعتبرها بدعة محدثة، ومنهم من اعتبرها مقبولة ومستحسنة اعتبارا لفوائدها التعليمية، قبل أن تلقى قبولا ورواجا لدى العامة وأكثر العلماء.
ويذكر المؤرخون أن أول من أحدث نظام الحزب الراتب، كان هو الخليفة يوسف بن عبد المؤمن الموحدي، حيث كان قد أصدر أمره لقراءة القرآن جماعة، من خلال تأسيس قراءة الحزب في المساجد، على امتداد رقعة حكمه للمغرب والأندلس، وهو ما أصبح يعرف بمصطلح  الحزب الراتب ، ويتجلى في قراءة حزب من القرآن الكريم كل صباح بعد صلاة الصبح، وحزب آخر بعد صلاة المغرب.وبذلك يتم ختم القرآن الكريم عند نهاية كل شهر.

## الجزائر

### التأصيل القانوني

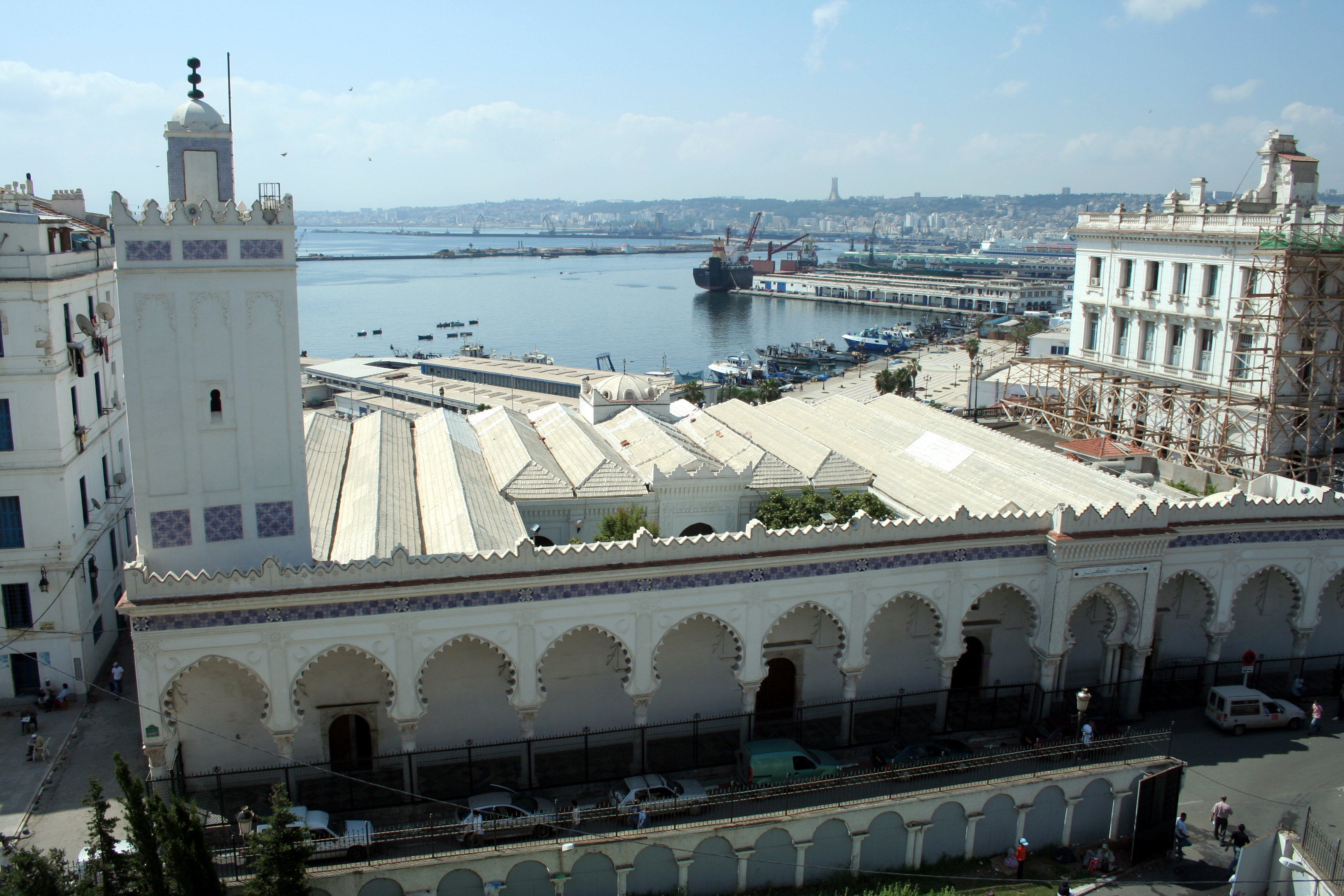
الجامع الكبير في قصبة الجزائر

تفرض وزارة الشؤون الدينية والأوقاف الجزائرية على الأئمة في مساجد الجزائر تنظيم «الحزب الراتب» عدة مرات يوميا · .
وهذه الفرضية القانونية تم ضبطها عبر المرسوم التنفيذي رقم 13-377 المؤرّخ في 5 مـحـرّم عـام 1435هـ الموافق 9 نوفمبر سنة 2013م الذي يتضمن «القانون الأساسي للمسجد».
وقد نصت «المادة 2» من «القانون الأساسي للمسجد» الخاصة بـ«تعريف المسجد وطبيعته القانونية» بأن «المسجد بيت الله يجتمع فيه المسلمون لتلاوة القرآن الكريم وذكر الله».
وبينت «المادة 5» من «الفصل الأول» حول «وظائف المسجد» بأن المسجد «يضطلع بوظيفة روحية تعبدية تتمثل على الخصوص في تلاوة القرآن الكريم وذكر الله» · .
وجاءت «المادة 6» لتبين أن المسجد «يضطلع بوظيفة تربوية تعليمية تتمثل على الخصوص في تنظيم حلقات تلاوة القرآن الكريم وتحفيظه وتعليم تجويده وتفسيره» · .
كما نصت «المادة 17» من «الفصل الثاني» من «القانون الأساسي للمسجد» حول «تسيير المساجد» بأن من واجبات الإمام الذي يتولى تسيير المسجد أن يضمن «تنظيم حلقات الحزب الراتب» · .

### الوصف
«الحزب الراتب» هو حلقة تلاوة القرآن في المساجد والمدارس القرآنية والزوايا تحت إشراف الحزاب والباش حزاب، وهذه القراءة الجماعية تخضع لقواعد التدوير والتحقيق والحدر والترتيل والتجويد · .
وتحرص حلقات التحفيظ القرآني على النطق الصحيح، والسرعة المتوسطة في الكلام، ومعرفة رواية ورش عن نافع، ومعرفة مراتب التلاوة ومقامات القراءة · .
ويمكن لطلبة المعاهد التابعة لوزارة الشؤون الدينية والأوقاف والزوايا في الجزائر أن يساهموا في تأطير حلقات القراءة القرآنية الجماعية في المساجد · .
كما تُعقد هذه الحلقات الجماعية يوميا لتلاوة الحزب الراتب قبل صلاتي الظهر والعصر، وكذلك بعد صلاة المغرب، بالإضافة إلى عقد حلقة جماعية لتلاوة سورة الكهف قبل بدء درس صلاة الجمعة · .
وتُختم حلقات الحزب الراتب برفع اليدين بالدعاء ثم مسح الوجه بهما من طرف الباش حزاب والحزابين والطلبة والمستمعين.

### الأهداف
يهدف الاجتماع على «الحزب الراتب» في المسجد أو الزاوية أو المدرسة القرآنية إلى تلاوة كتاب الله وتدارسه، وذلك عبر الاشتراك في القراءة الجماعية وتعهد القرآن خوف النسيان · .
كما أن علاج أمراض النفوس هو من أهداف هذه القراءة الجماعية بسبب نزول السكينة والوقار والرحمة والطمأنينة على المشاركين في القراءة والحاضرين من المستمعين · .
ويزيد في أهمية هذه القراءة الجماعية أن ملائكة الرحمة تحف المجلس وتحيط به · .
وأفضل من ذلك أن الله -عز وجل- يذكر هؤلاء القراء والمستمعين في الملأ الأعلى لدى الأنبياء وكرام الملائكة -عليهم السلام-، ويُثني عليهم ويُثيبهم ·  · .

## وصلات خارجية
- سورة الكهف: تلاوة جماعية جزائرية برواية ورش عن نافع على يوتيوب